# Erin McLeod
Erin McLeod, född den 26 februari 1983 i St. Albert, Kanada, är en kanadensisk fotbollsspelare som spelar för Orlando Pride.
McLeod OS-brons i damfotbollsturneringen vid de olympiska fotbollsturneringarna 2012 i London. Vid olympiska sommarspelen 2020 i Tokyo var McLeod en del av Kanadas lag som tog guld.